# Cymatium
Cymatium là một chi ốc biển săn mồi, là động vật thân mềm chân bụng sống ở biển trong họ Ranellidae, họ ốc tù và.

## Các loài
Các loài thuộc chi Cymatium bao gồm:
- Cymatium comptum (A. Adams, 1855)
- Cymatium corrugatum (Lamarck, 1816)
- Cymatium corrugatum corrugatum
- Cymatium cynocephalum (Lamarck, 1816)
- Cymatium femorale (Linnaeus, 1758)
- Cymatium gibbosum (Broderip, 1833)
- Cymatium hepaticum (Röding, 1798)
- Cymatium kleinei Sow.: doubtful name (species inquirenda)
- Cymatium krebsii (Mörch, 1877)
- Cymatium labiosum  (W. Wood, 1828)  còn gọi là Turritriton labiosus
- Cymatium lotorium (Linnaeus, 1758)
- Cymatium martinianum (d'Orbigny, 1847)
- Cymatium moritinctum (Reeve, 1844)
- Cymatium mundum (Gould, 1849)
- Cymatium muricinum  (Röding, 1798)
- Cymatium occidentale (Mörch, 1877)
- Cymatium penniketi Beu, 1998
- Cymatium pfeifferianum (Reeve, 1844)
- Cymatium raderi D’Attilio & Myers, 1984
- Cymatium ranzanii (Bianconi, 1850)
- Cymatium tigrinum (Broderip, 1833)

## Hình ảnh

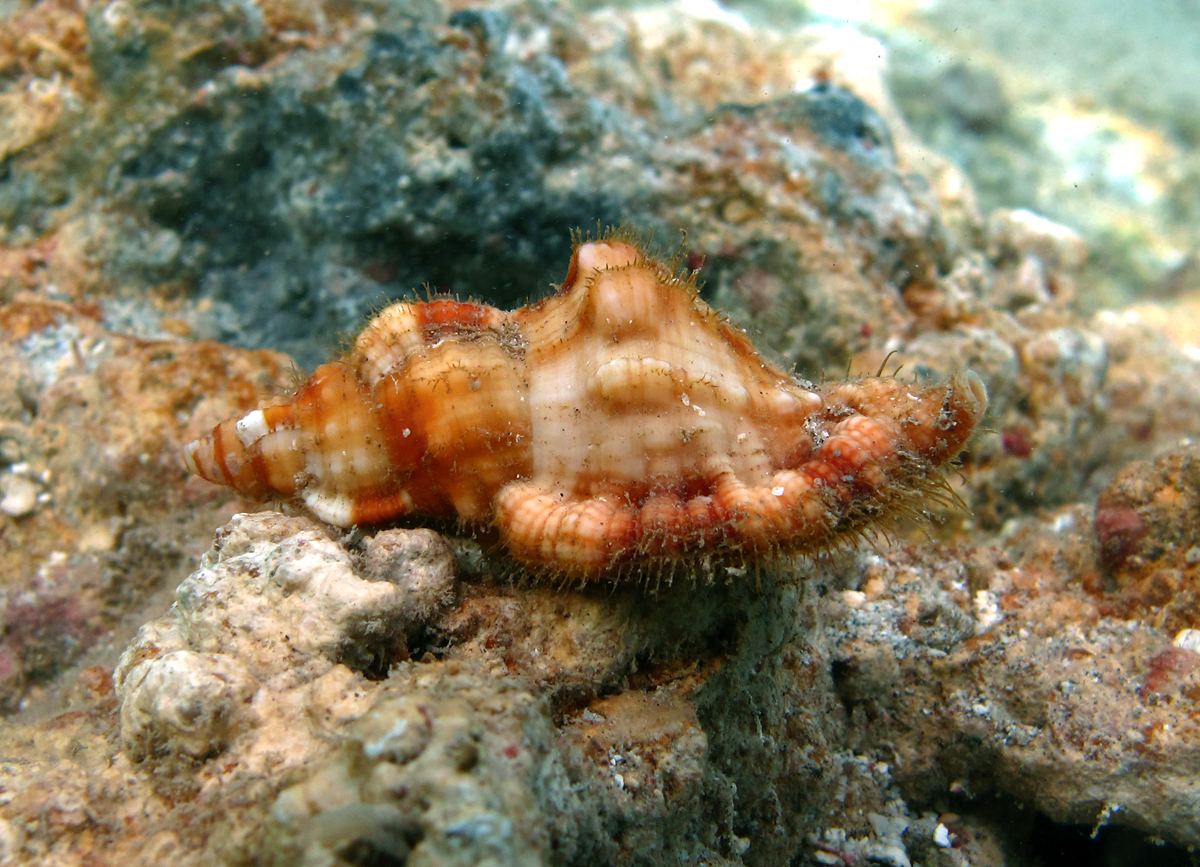
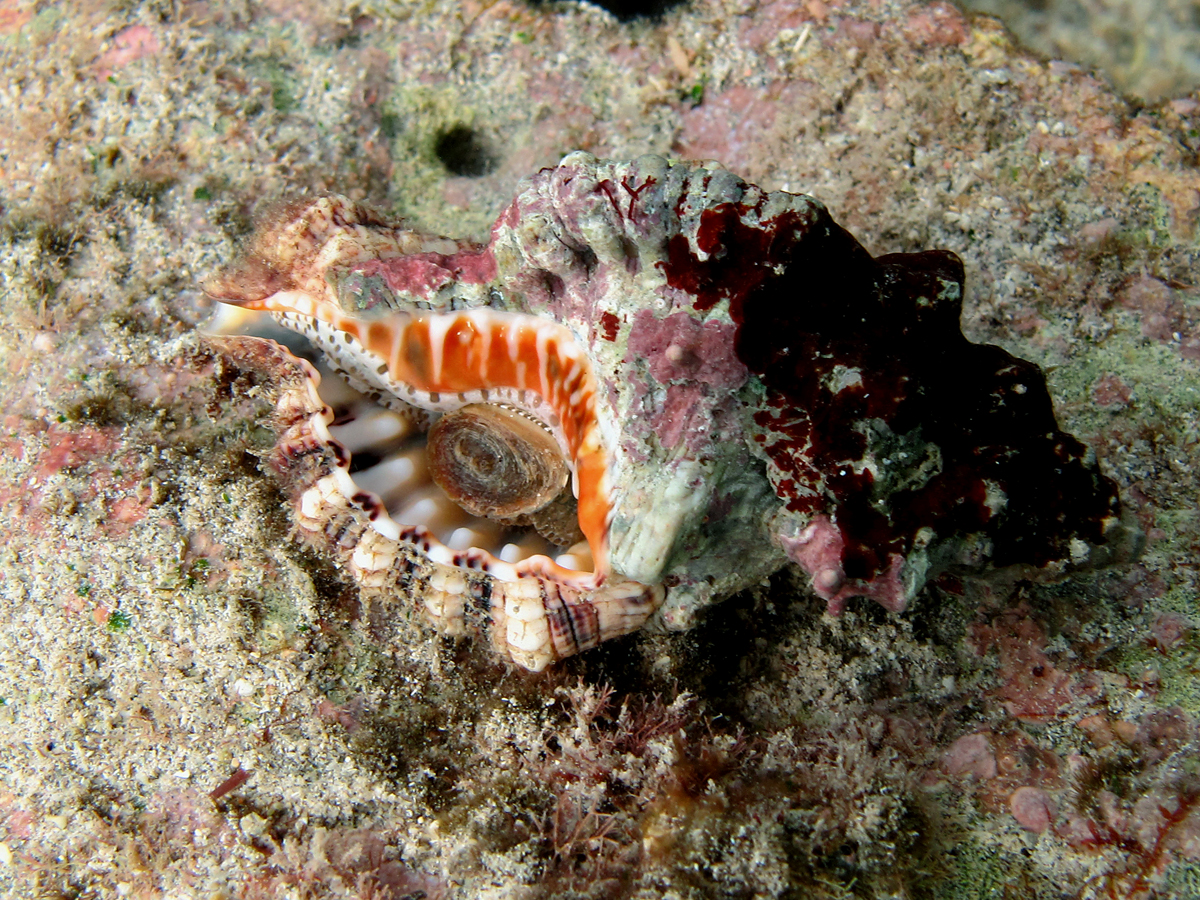
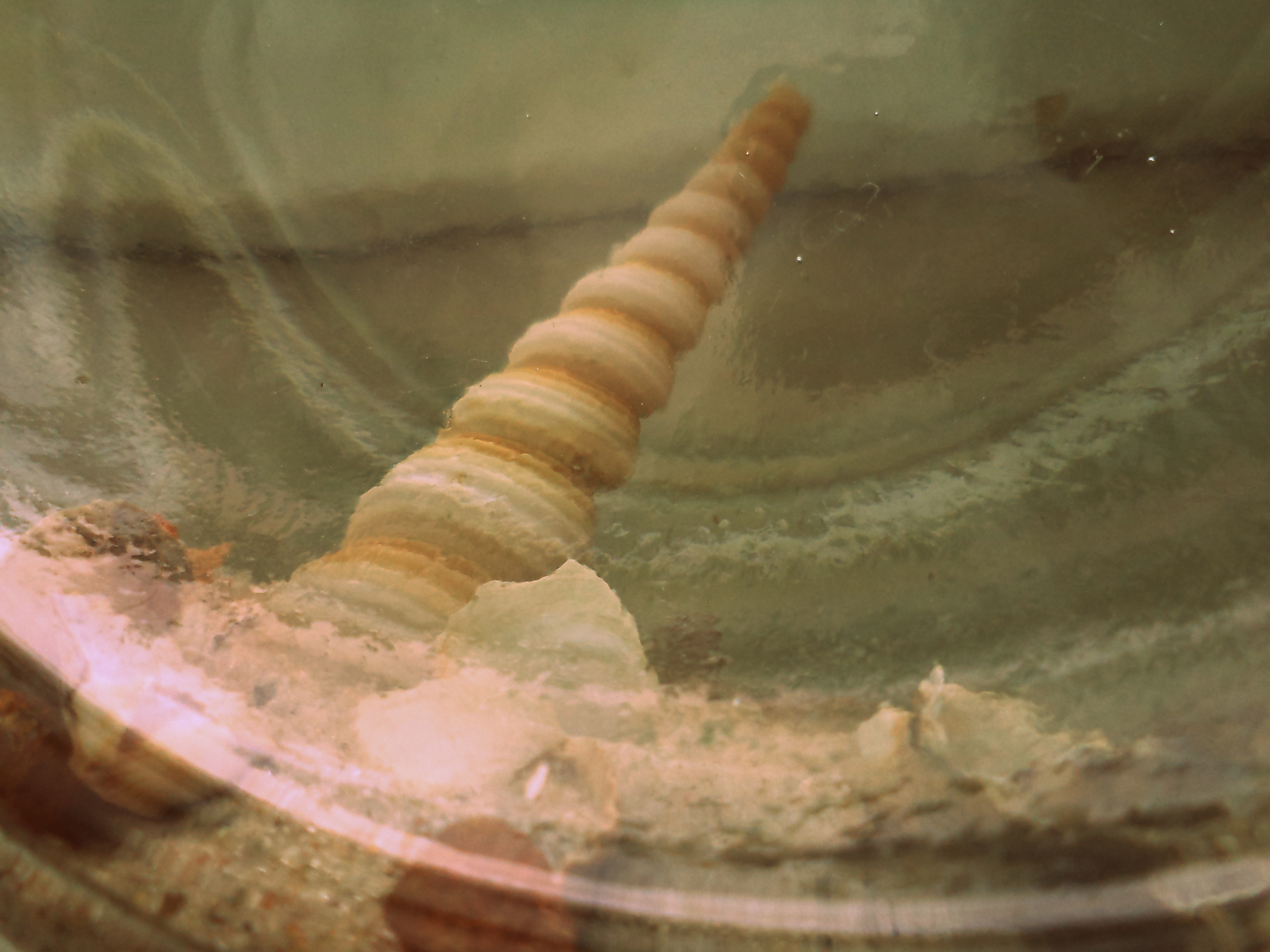